# Англо-радянський договір (1942)
Договір між Союзом Радянських Соціалістичних Республік і Сполученим Королівством у Великій Британії про союз у війні проти гітлерівської Німеччини та її спільників у Європі та про співробітництво і взаємну допомогу після війни (англ. Twenty-Year Mutual Assistance Agreement Between the United Kingdom and the Union of Soviet Socialist Republics , рос. Договор между Союзом Советских Социалистических Республик и Соединенным Королевством в Великобритании о союзе в войне против гитлеровской Германии и её сообщников в Европе и о сотрудничестве и взаимной помощи после войны) — договір між СРСР і Великою Британією про союз у війні проти Третього Рейху та його союзників у Європі і про співробітництво та взаємодопомогу після війни. 
Підписаний у Лондоні 26 травня 1942 року строком на 20 років.

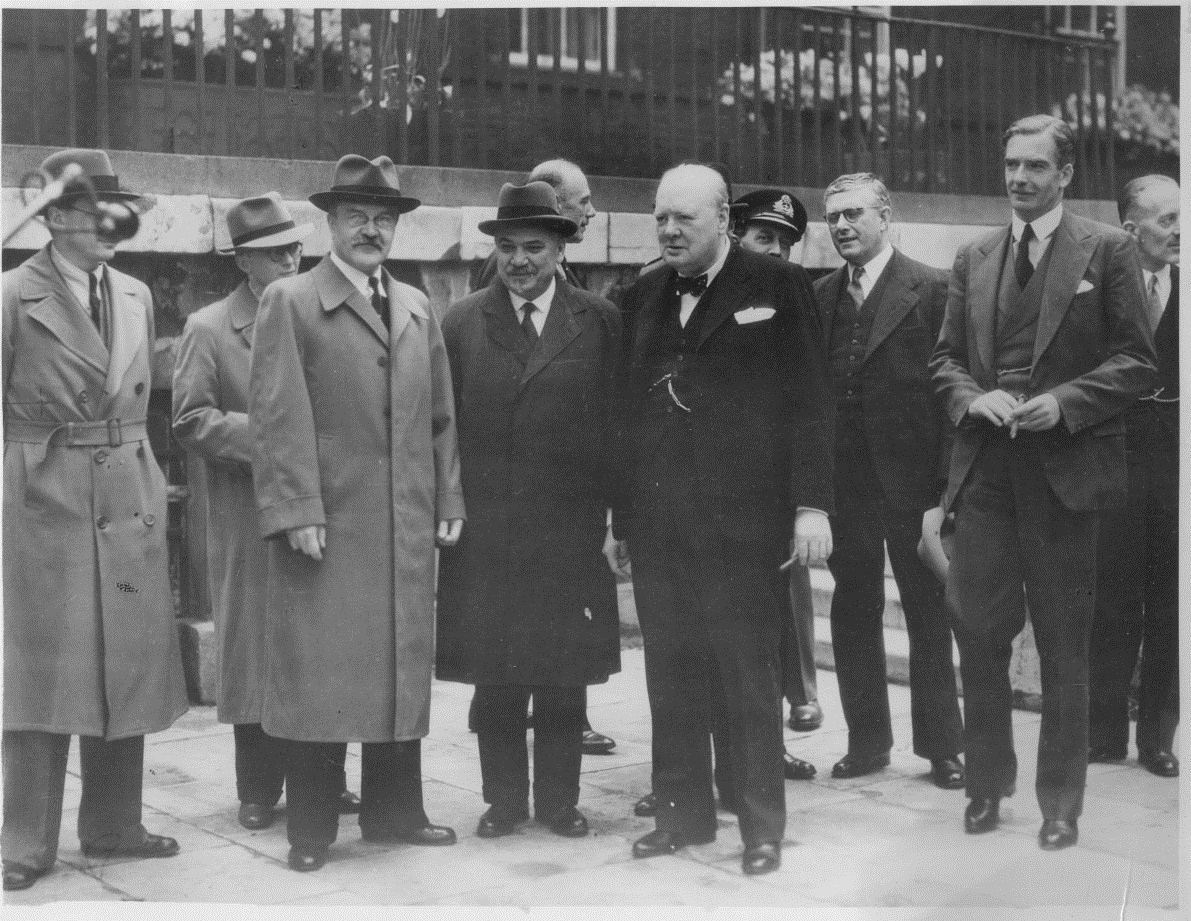

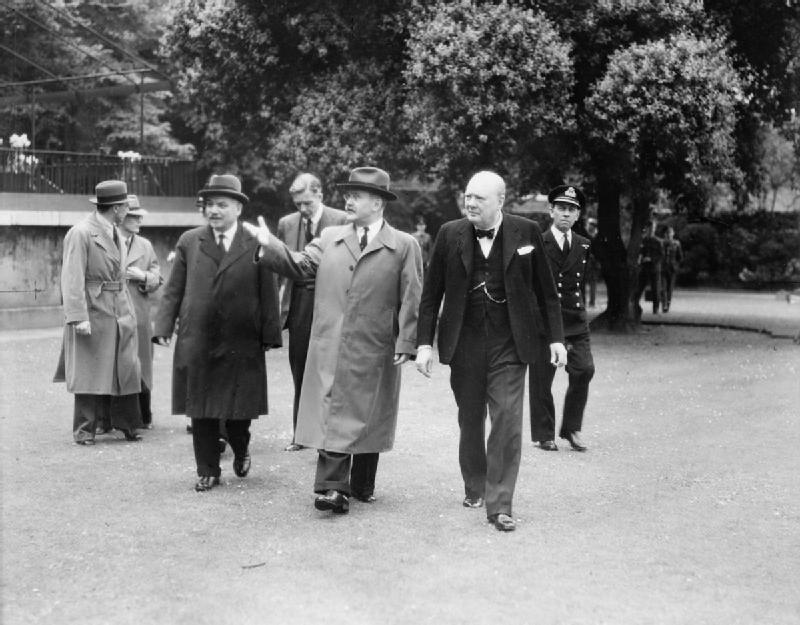

## Передісторія
Велика Британія та Російська імперія були союзниками під час Першої світової війни.
Захопивши владу після революційних подій 1917 року у Російській імперії та проголошення Російської Республіки, більшовицький уряд Росії порушив міждержавні договори часів Першої світової війни і підписав сепаратний мирний договір із супротивниками Великої Британії.
Розірвавши в односторонньому порядку угоди, що існували між Росією та Великою Британією, здійснивши націоналізацію підприємств, що належали громадянам Великої Британії, Раднарком Радянської Росії викликав відповідну реакцію керівних кіл Великої Британії.
Ці дії та інтервенція союзних держав призвели до розриву дипломатичних відносин між країнами.
Дипломатичні відносини були поновлені 1 лютого 1924 року, а потім розірвані британською стороною 26 травня 1927 року. Від 3 жовтня 1929 року дипломатичні та економічні відносини були поновлені.
З початком воєнних дій Вермахту проти Польщі Велика Британія оголосила 3 вересня 1939 року війну Німеччині. Але вона не вжила дипломатичних заходів після вторгнення військ Червоної Армії до Польщі 17 вересня.
З початком Німецько-радянської війни між Великою Британією і СРСР була підписана Угода про спільні дії проти Німеччини.
У грудні 1941 року делегація Великої Британії провадила перемовини у Москві з керівництвом СРСР.
1 січня 1942 року Велика Британія та СРСР, разом із іншими державами підписали Декларацію Об'єднаних націй.

## Основні положення договору
Текст договору складався з 2 частин.
Перша частина договору в основному заміняла Англо-радянську угоду від 12 липня 1941 року. В ній визначалися принципи взаємин між СРСР і Великою Британією у війні проти гітлерівської Німеччини та її союзників в Європі: взаємна воєнна та інша допомога, а також зобов'язання не вступати в переговори і не підписувати перемир'я або мир з цими країнами інакше як за взаємною згодою.
В другій частині договору було сформульовано основи англо-радянського співробітництва в післявоєнний період: спільні дії в боротьбі за збереження миру, за недопущення повторення агресії з боку Третього Рейху або країн, пов'язаних з нею актами агресії в Європі; взаємодопомога в разі агресії з боку цих країн проти СРСР або Великої Британії; зобов'язання не вступати в будь-які союзи, спрямовані проти другої сторони; взаємна економічна допомога. Ратифікувавши Паризькі угоди 1954 року, які ведуть до відновлення німецького мілітаризму і створюють загрозу нової німецької агресії, Велика Британія порушила Англо-радянський договір
Президія Верховної Ради СРСР 7 травня 1955 року анулювала договір, обгрунтовуючи свої дії тим, що Велика Британія, ратифікувавши Паризькі угоди 1954 року, сприяла відновленню німецького мілітаризму і створенню загрози нової німецької агресії і, таким чином, порушила його умови.